# Macedonië op het Eurovisiesongfestival 2008
Macedonië nam deel aan het Eurovisiesongfestival 2008 in Belgrado, Servië. Het was de 8ste deelname van het land op het Eurovisiesongfestival. De selectie verliep via het jaarlijkse Skopje Fest, waarvan de finale plaatsvond op 23 februari 2008. MRT was verantwoordelijk voor de Macedonische bijdrage voor de editie van 2008.

## Selectieprocedure
Om de kandidaat te selecteren voor het festival, koos men ervoor om een nationale finale te organiseren, Skopje fest.
Deze vond plaats op 23 februari 2008 in Skopje en er deden 15 artiesten mee aan deze finale.
De winnaar werd gekozen door middel van een jury en televoting.

| Volgorde | Artiest                      | Song                 | Televoting | Televoting | Jury | Totaal | Plaats |
| -------- | ---------------------------- | -------------------- | ---------- | ---------- | ---- | ------ | ------ |
| 1        | Saso Gigov Gis               | "Docna e"            | 1420       | 5          | 7    | 12     | 4      |
| 2        | Aneta Kacurkova              | "Poraka"             | 195        | 0          | 2    | 2      | 12     |
| 3        | Parketi                      | "Strawberry"         | 953        | 3          | 5    | 8      | 6      |
| 4        | Risto Samardziev & Flash     | "Dojdi do mene"      | 1761       | 7          | 10   | 17     | 3      |
| 5        | Tuna                         | "Prasuvam bez glas"  | 615        | 0          | 6    | 6      | 7      |
| 6        | Lambe Alabakoski             | "Zemjo moja"         | 2401       | 10         | 8    | 18     | 2      |
| 7        | Elvir Mekić                  | "Armija"             | 1588       | 6          | 0    | 6      | 8      |
| 8        | Goran Naumovski              | "Tajna skriena"      | 150        | 0          | 0    | 0      | 14     |
| 9        | Tamara, Vrčak & Adrian Gaxha | "Vo ime na ljubovta" | 3441       | 12         | 12   | 24     | 1      |
| 10       | Vlatko Ilievski              | "So drugi zborovi"   | 827        | 1          | 0    | 1      | 13     |
| 11       | None Nedelkovska             | "Vrati se"           | 857        | 2          | 3    | 5      | 9      |
| 12       | Jova Radevska                | "Jas sum ovde"       | 1026       | 4          | 0    | 4      | 10     |
| 13       | Igor Mitrovik                | "Jas i ti"           | 121        | 0          | 0    | 0      | 15     |
| 14       | Sonja Tarculovska            | "Sever i jug"        | 2086       | 8          | 1    | 9      | 5      |
| 15       | Nokaut                       | "Samovila"           | 222        | 0          | 4    | 4      | 11     |

## In Belgrado
In de halve finale moesten ze optreden als 18de net na Cyprus en voor Portugal.
Op het einde van de puntentelling bleken ze op een 10de plaats te zijn geëindigd met 64 punten.
Normaal was dit genoeg geweest om de finale te halen, echter koos de jury het 10de land en daar was men niet bij.
Men ontving 2 keer het maximum van de punten.
België en Nederland zaten in de andere halve finale.

### Gekregen punten

#### Halve Finale
| 12 punten          | 10 punten   | 8 punten      | 7 punten              | 6 punten |
| ------------------ | ----------- | ------------- | --------------------- | -------- |
| - Kroatië - Servië | - Bulgarije | - Zwitserland | - Albanië - Turkije   |          |
| 5 punten           | 4 punten    | 3 punten      | 2 punten              | 1 punt   |
|                    | - Tsjechië  |               | - Denemarken - Zweden |          |

### Punten gegeven door Macedonië

#### Halve Finale
Punten gegeven in de halve finale:
| 12 punten | Albanië     |
| 10 punten | Kroatië     |
| 8 punten  | Turkije     |
| 7 punten  | Oekraïne    |
| 6 punten  | Bulgarije   |
| 5 punten  | Tsjechië    |
| 4 punten  | Letland     |
| 3 punten  | Denemarken  |
| 2 punten  | Georgië     |
| 1 punt    | Zwitserland |

#### Finale
Punten gegeven in de finale:
| 12 punten | Albanië               |
| 10 punten | Servië                |
| 8 punten  | Azerbeidzjan          |
| 7 punten  | Turkije               |
| 6 punten  | Rusland               |
| 5 punten  | Bosnië en Herzegovina |
| 4 punten  | Oekraïne              |
| 3 punten  | Griekenland           |
| 2 punten  | Kroatië               |
| 1 punt    | Armenië               |